# Benjamim (filme)
Benjamim é um filme brasileiro de 2004, do gênero drama, dirigido por Monique Gardenberg e com roteiro baseado no livro homônimo de Chico Buarque.
A direção de fotografia é de Marcelo Durst, a direção de arte de Daniel Flaksman, a edição de João Paulo Carvalho e os figurinos de Marcelo Pies.

## Sinopse
Benjamim Zambraia era um modelo fotográfico que viveu uma grande paixão com a colega de profissão Castana, filha de um milionário conservador. O romance terminara quando Castana o abandonou por se apaixonar por um professor universitário perseguido pela Ditadura Militar. Décadas depois, Benjamim vive solitário e ainda está na carreira artística. Ao avistar em um restaurante a bela Ariela Masé, com uma surpreendente semelhança com seu antigo amor, ele se apaixona novamente. Benjamim tenta namorar com Ariela, mas não sabe que a moça, além de ser casada com um policial, tem muitos problemas emocionais e psicológicos decorrente de um estupro e sua insistência em viver esse novo romance o levará a um trágico destino.

## Elenco
- Paulo José .... Benjamim Zambraia
- Cléo Pires .... Ariela Masé / Castana Beatriz
- Danton Mello .... Benjamim jovem
- Chico Diaz .... Alyandro Sgaratti, candidato político
- Guilherme Leme .... Jeovan, policial marido de Ariela
- Rodolfo Bottino .... Gâmbolo, diretor de comerciais e amigo de Benjamim
- Ernesto Piccolo .... Zorza
- Mauro Mendonça .... dr. Campoceleste, pai de Castana
- Nélson Xavier .... dr. Cantagalo, patrão de Castana
- Miguel Lunardi .... professor Douglas, namorado de Castana
- Pablo Padilha .... inquilino
- Dada Maia .... recepcionista da imobiliária
- Micaela Góes .... Aninha
- Ana Kutner .... assistente de Gâmbolo
- Ivone Hoffman .... governanta
- Zeca Pagodinho...participação como ele mesmo
- Wando...participação como ele mesmo

## Principais prêmios e indicações
Recebeu o prêmio de melhor atriz (Cléo Pires), no Festival do Rio.
- Recebeu quatro prêmios Lentes de Cristal no Festival de Cinema Brasileiro de Miami: melhor filme, melhor ator (Paulo José), melhor edição e melhor direção de arte.
- Teve sete indicações ao Grande Prêmio Cinema Brasil: melhor ator (Paulo José), melhor atriz (Cléo Pires), melhor ator coadjuvante (Chico Diaz), melhor roteiro adaptado, melhor figurino, melhor maquiagem e melhor trilha sonora.